# K15 원자로

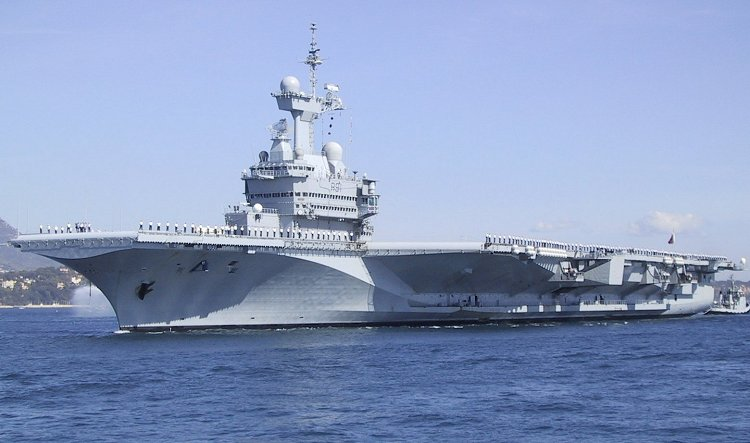

K15 원자로는 프랑스의 군사용 원자로이다. 항공모함 샤를 드골호, 트리옹팡급 잠수함에 사용되며, 개발중인 바라쿠다 공격형 원잠에도 사용될 예정이다. 열출력 150MWt이며, 20만 마력의 출력을 낸다. 10년 마다 핵연료를 재장전한다.
프랑스는 모든 핵잠수함용 핵연료를 고농축우라늄(HEU)에서 우라늄-235 20% 이하의 저농축우라늄(LEU)으로 교체한다는 선언을 했다. HEU는 30년마다 핵연료를 재장전하면 되지만, LEU를 사용하면 10년 마다 핵연료를 재장전해야만 한다.

## 비교
- S6G 원자로 - 미국의 수중배수량 7천톤 로스앤젤레스급 잠수함 GE의 6세대 잠수함 원자로인 S6G 원자로 1기를 탑재했다. 구형은 150MWt, 신형은 165MWt의 열출력을 낸다. 10년 마다 핵연료를 재장전한다.